# Sulli
Choi Jin-ri  (hangul: 최진리; Yangsan, Gyeongsang del Sur, 29 de marzo de 1994-Sujeong-gu, Seongnam, 14 de octubre de 2019), más conocida como Sulli, fue una cantante, actriz y modelo surcoreana. Debutó como actriz infantil, interpretando a la versión joven de la Princesa Seonhwa de Silla en el drama Ballad of Seodong, el cual fue transmitido por la cadena surcoreana SBS. Después de eso, obtuvo varios papeles como invitada, apareciendo en los dramas Love Needs a Miracle (2005) y Drama City (2007), y la película Vacation (2006). Posteriormente apareció en las películas independientes Punch Lady (2007) y BA:BO (2008). 
Después de firmar un contrato discográfico con SM Entertainment, Sulli saltó a la fama al debutar como integrante del grupo femenino f(x) en 2009. El grupo logró éxito comercial, con cuatro sencillos número uno y por su reconocimiento internacional después de convertirse en el primer artista de K-pop en presentarse en SXSW. Simultáneamente con su carrera musical, Sulli regresó a la actuación protagonizando el drama romántico de SBS, To the Beautiful You (2012), una adaptación coreana del manga shōjo Hana-Kimi donde su actuación fue recibida positivamente, obteniendo dos premios en SBS Drama Awards y una nominación a los 49th Paeksang Arts Awards. 
La carrera cinematográfica de Sulli progresó con su participación en la película The Pirates (2014) y el drama Fashion King (2014). Durante la gira de prensa de The Pirates, Sulli se tomó un descanso de la industria del entretenimiento debido a problemas de salud y luego de un año de ausencia de sus actividades con f(x), dejó el grupo en agosto de 2015. Entre 2015 y 2017, se embarcó en una serie de campañas de modelaje antes de convertirse en embajadora de la marca Estée Lauder. Sulli llamó la atención por su papel en el thriller Real (2017). Más tarde regresó a la industria musical en 2018, haciendo una aparición especial en el sencillo de Dean «Dayfly» y lanzando su canción debut como solista, «Goblin», en junio de 2019, que fue su último proyecto musical antes de su fallecimiento.
Sulli fue reconocida como una figura prominente en la cultura popular coreana por su personalidad extrovertida, convirtiéndose en la persona más buscada en Google en Corea del Sur en 2017, por delante del expresidente de Corea del Sur, Moon Jae-in.

## Primeros años
Sulli nació el 29 de marzo de 1994 en Yangsan, Gyeongsang del Sur, Corea del Sur. Su primer viaje a Seúl fue durante el sexto grado, en 2005. Actuó profesionalmente como La Pequeña Princesa Seonhwa en el drama de The Ballad of Seodong de SBS y un poco después realizó un cameo en otro drama de SBS, Love Needs a Miracle. Después decide convertirse en cantante, y acude a una audición de SM Entertainment, donde interpretó la canción de S.E.S «Chingu». Después de su audición se convirtió en una aprendiz de SM, y en el 2005, estando aun en primaria, se mudó a un dormitorio con Taeyeon y Tiffany de Girls' Generation. Continuaron compartiendo dormitorio hasta el debut de Girls' Generation en 2007.
Asistió a la Jungbu Elementary School y luego a la Chungdam Middle School. Anteriormente estuvo asistiendo a la Escuela de Artes Escénicas de Seúl con Suzy de Miss A, enfocándose en la actuación.

## Carrera musical

### 2009–2015: f(X)

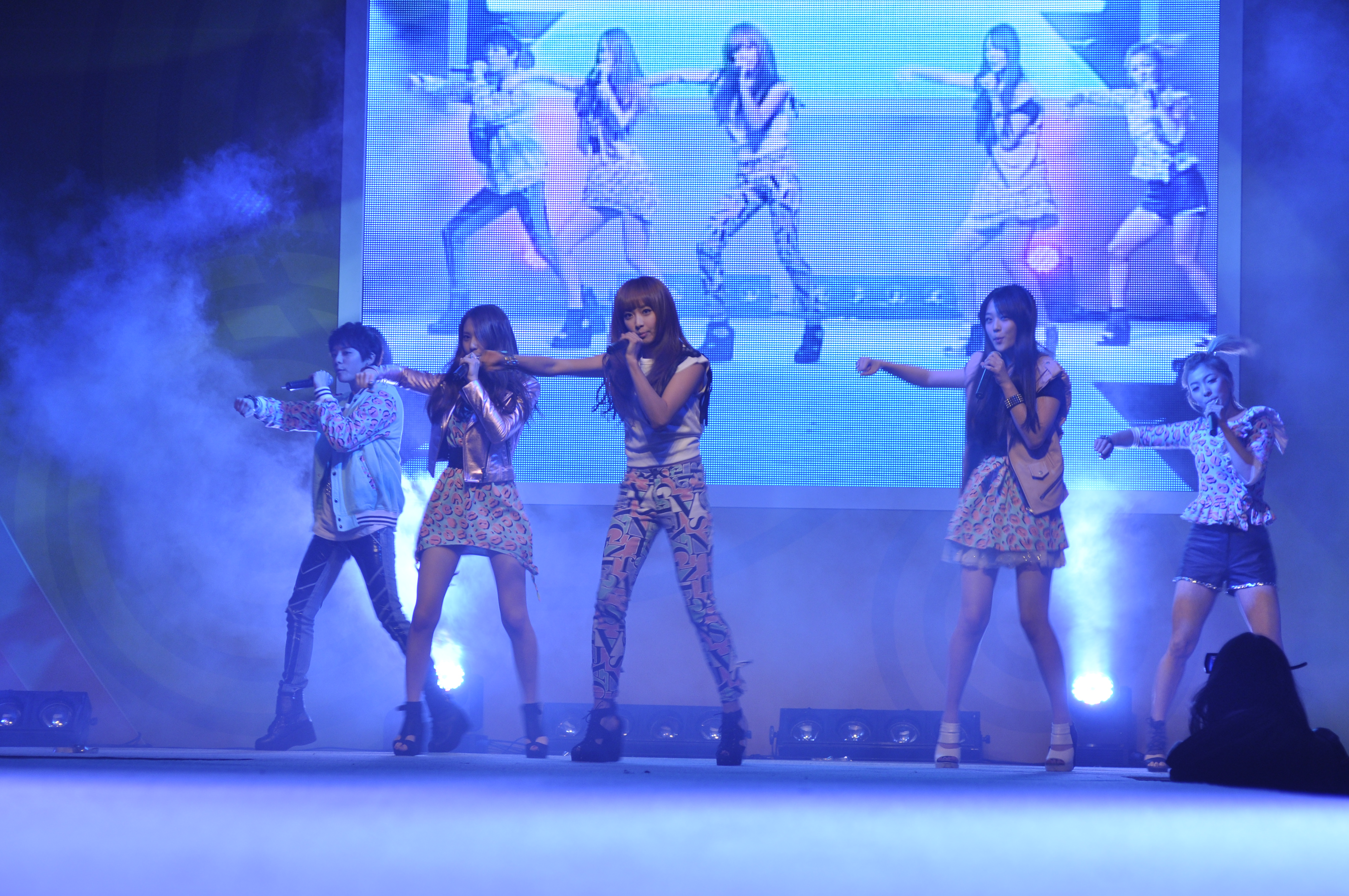
f(x) en 2011.

Cuando estaba en primaria, fue aceptada en S.M. Entertainment a través de S.M. Audition Casting System, a partir de ahí se convirtió en un aprendiz para la discográfica. El 5 de septiembre de 2009, ella debutó como miembro del grupo con el sencillo «La Cha Ta».
En medio de las promociones de Red Light, bruscamente se tomó un descanso de la industria del entretenimiento debido a que estaba «agotada física y mentalmente por los comentarios negativos y falsos rumores» acerca de ella. Su hiatus fue anunciado oficialmente el 24 de julio de 2014.
En agosto de 2015 (un año después de su hiatus) se anunció que abandonaría el grupo.

## Actuación
Sulli se convirtió en una actriz profesional a los once años de edad, cuando fue seleccionada para interpretar a la Pequeña Princesa Seonhwa en el drama de SBS The Ballad of Seo-dong. Unos meses después, realizó un cameo en Love Needs a Miracle, otro drama de SBS. En el 2006, realizó una pequeña aparición de apoyo como el amor de JYJ, Micky, en un drama teatral vacacional. Más tarde consiguió un papel menor en Punch Lady y The Flower Girl is Here (2007) y también en BABO (2008).
En agosto de 2012, participó como el papel principal en To the Beautiful You, basado en la famosa serie japonesa de manga shōjo Hanazakari no Kimitachi E. El drama se empezó a emitir el 15 de agosto de 2012 en el SBS. Sulli interpretó a Gu Jae-hee, que se disfraza como un niño para asistir a la misma escuela que su amor platónico. Con el fin de prepararse para su papel, Sulli que era conocida por su aspecto femenino, tuvo que cortar sesenta centímetros de su pelo. Más tarde ganó el premio New Star en SBS Drama Awards por su actuación en el drama.
En agosto de 2014, apareció en la película de aventura The Pirates junto con Son Ye Jin y Kim Nam Gil. Interpretó a un personaje llamado Heuk Myo, una joven que se convirtió en una pirata después de ser salvada por la capitana. Más tarde, interpretó el papel principal en la comedia Fashion King, basada en la serie webtoon del mismo nombre, junto con Joo Won y Kim Sung-oh.
En 2016, participó en la película Real junto con Kim Soo Hyun. Representó el papel de una terapeuta de rehabilitación. Se había informado que completaría las escenas de cama sin un doble. En noviembre de 2016, se anunció que participaría en la película de misterio Burning junto con Kang Dong Won y Yoo Ah In. Dirigida por el galardonado director Lee Chang Dong, la película está programado ser lanzada en 2017.
En el año 2019, Sulli tuvo una pequeña participación de dos episodios en el drama "Hotel Del Luna" de su amiga y compañera, actriz y cantante IU.

## Vida personal
Fue confirmado el 19 de agosto de 2014 por Amoeba Culture y S.M. Entertainment que Choiza de Dynamic Duo y Sulli mantenían una relación sentimental desde septiembre de 2013. En marzo de 2017, S.M. Entertainment anunció que la pareja había terminado.

## Fallecimiento
El 14 de octubre de 2019 se informó en redes sociales y prensa local e internacional que Sulli había sido encontrada muerta en su departamento en la ciudad de Seongnam, provincia de Gyeonggi, Corea del Sur, ese día a las 15:21 hora de Corea del Sur. Momentos más tarde la noticia sería confirmada por la policía local, actualmente se desconoce la hora de su muerte y si tuvo lugar el domingo 13 de octubre, o el lunes 14; la causa de su fallecimiento fue el suicidio. Su mánager declaró que intentó localizarla por teléfono sin éxito. La última vez que contactó con ella fue el día anterior, el 13 de octubre a las 18:30 hora local. Al no poder contactarla posteriormente fue a su departamento, donde la encontró muerta.

## Discografía
- 2019: «Goblin (고블린)»

## Filmografía

### Películas
| Año  | Título                                 | Papel         | Otras notas                                                        |
| ---- | -------------------------------------- | ------------- | ------------------------------------------------------------------ |
| 2007 | Punch Lady                             | Gwak Chun Sim |                                                                    |
| 2008 | BABO                                   | Young Ji Ho   |                                                                    |
| 2010 | Sammy's Adventures: The Secret Passage | Shelly        | Korean Dub                                                         |
| 2012 | I AM.                                  | Ella misma    | Documental de SM Town Live '10 World Tour en Madison Square Garden |
| 2014 | The Pirates                            | Heuk Myo      | Papel de apoyo                                                     |
| 2014 | Fashion King                           | Kwak Eun Jin  | Papel principal                                                    |
| 2017 | Real                                   | Song Yoo Hwa  | Papel de apoyo                                                     |
| 2017 | Burning                                | —             | Papel principal                                                    |

### Dramas de televisión
| Año  | Título                 | Papel                    | Cadena televisiva | Otras notas                         |
| ---- | ---------------------- | ------------------------ | ----------------- | ----------------------------------- |
| 2005 | The Ballad of Seo-dong | Princesa Sun Hwa (joven) | SBS               |                                     |
| 2005 | Love Needs A Miracle   | Na Sun Ju                | SBS               |                                     |
| 2006 | Vacation               | Jin Joo                  | SBS               | Episodio 4: «Eternal»               |
| 2007 | Drama City             | No Kkot Boon             | KBS               | Episodio: «The Flower Girl is Here» |
| 2012 | To The Beautiful You   | Go Jae Hee               | SBS               | Papel protagónico                   |
| 2019 | Hotel Del Luna         |                          | tvN               | aparición especial                  |

### Programas de variedad
| Año        | Título          | Cadena | Notas                                   |
| ---------- | --------------- | ------ | --------------------------------------- |
| 2010       | Inkigayo        | SBS    | Presentadora                            |
| 2011       | Strong Heart    | SBS    | Episodio 143, invitada                  |
| 2011       | Running Man     | SBS    | Episodio 55, invitada                   |
| 2012       | Running Man     | SBS    | Episodio 75, invitada                   |
| 2013       | Running Man     | SBS    | Episodios 129, 152, 153 y 154, invitada |
| 2012, 2013 | Hello Counselor | KBS2   | Invitada, Ep. 81 y 134                  |

## Premios y nominaciones
| Año  | Premio                  | Categoría                          | Trabajo nominado     | Resultado |
| ---- | ----------------------- | ---------------------------------- | -------------------- | --------- |
| 2005 | Prettiest Child Contest | Big Ribbon Child Award             | —                    | Ganadora  |
| 2012 | 2012 SBS Drama Awards   | New Star Award                     | To the Beautiful You | Ganadora  |
| 2012 | 2012 SBS Drama Awards   | Best Couple Award (con Choi Minho) | To the Beautiful You | Nominados |